# (260724) Malherbe
Pour les articles homonymes, voir Malherbe.
(260724) Malherbe est un astéroïde de la ceinture principale.

## Description
(260724) Malherbe est un astéroïde de la ceinture principale. Il fut découvert en France le 30 mai 2005 à Saint-Sulpice. Il présente une orbite caractérisée par un demi-grand axe de 2,4 UA, une excentricité de 0,097 et une inclinaison de 6,2° par rapport à l'écliptique.
Il fut nommé en hommage à François de Malherbe (1555-1628), poète et défenseur de la pureté de la langue française.

## Compléments